# Piaキャロットへようこそ!!G.O. 〜グランド・オープン〜
『Pia♥キャロットへようこそ!!G.O. 〜グランドオープン〜』（PiaG.O.、PiaキャロG.O.）はカクテル・ソフトから発売された18禁恋愛アドベンチャーゲーム+恋愛シミュレーションゲーム。

## 歴史
Piaキャロットへようこそ!!G.O. 〜グランド・オープン〜
2006年2月3日、初回限定版発売。同梱特典が異なる3バージョンが存在する。
- スイーツパック - OP曲のフルバージョンとED曲、「Go!Go!ウェイトレス」のYURIAバージョンを収録したマキシシングルが付属。
- ブランチパック - ドラマCDが付属。
- ランチボックス - F&Cのファンクラブ会員向け通販限定。

2006年6月30日、スタンダード版発売。
Pia♥キャロットへようこそ!!G.O. SUMMER FAIR
2007年12月20日、PiacciよりPlayStation 2版が発売。
2009年1月22日、廉価版発売。
Pia♥キャロットへようこそ!!G.O.SPECIAL EDITION
2008年4月25日、『SUMMER FAIR』をアダルトゲーム化した逆移植版が発売。

## 概要
従来のシリーズの主人公は、夏休みのアルバイトで女の子たちと楽しい思い出作りをする立場に過ぎなかったが、今回の主人公は当初からPiaキャロットという飲食店に就職し、プロのフロアマネージャーを目指して生きていくことになる。冒頭まず、留美から受ける面接で意識を真剣に問われ、また、序盤では先輩である北川充から仕事内容についてかなり厳しくきめ細かな研修指導を受けるシーンが続き、プレイヤー側にも相応のプレッシャーが感じられるシナリオになっている。
プロデューサーであるK杉一浪はニンテンドーDSへの移植やテレビアニメ化を含めたオールジャンル展開を目指していたが、そこまで大掛かりなメディアミックスは実現しなかった。

## 開発
2001年の内部再編で3つのレーベルに分かれ、2002年にいったん活動を休止していたカクテル・ソフトが、『天空のシンフォニア』に続く復帰後のゲーム第2弾として、旧レーベルの枠を越えた新体制で開発した。最初のコンセプトは「今までの『Pia♥キャロ』をぶっ壊そう」であり、シリーズの新生を図った大胆な変革が試みられている。
『Pia♥キャロットへようこそ!!3』より2年後の物語と設定されている。『3』の続編でありながら『4』とされない理由は、長いシリーズと印象付けて新規ユーザーを遠ざけないようにするため。また、第1作から10年が経過してスタッフの多くが入れ替わっていることから、「新しい『Pia♥キャロ』がオープンする」という意味をこめてタイトルをつけたためでもある。なお『Pia♥キャロットへようこそ!!4』は、改めて2009年に発売された。
ヒロイン数が10名前後だった従来作を上回るボリュームを目指して、まず20名ほどのヒロイン候補を構想し、そこから15名まで絞った。これほど人数が多いと各シナリオライターが似通った物語を執筆しかねないため、打ち合わせは2 - 3か月かけて綿密に行われた。
本作は「コラボレーション」をテーマとしており、初めて制服デザインをゲーム製作スタッフではなく、外部のクリエーターである漫画家・イラストレーターのコゲどんぼが担当した。制服コンテストは当初「コンプティーク」の誌上で行われていたが、後にF&Cのホームページ上でも投票が行われた。この投票では11種類がエントリーされていたが、その全てが作中に登場する。これはどのデザインも切り捨てるのが惜しまれたためで、基本の制服をメイドタイプとし、他の候補はフェア用コスチュームという扱いにしてある。そのため、シリーズ従来作のようにゲーム開始時に制服を選択する場面はない。フェア用制服は各キャラクターのイメージにあわせて振り分けられており、設定上は木ノ下留美がヒロインたちにデザイン案を見せて希望のものを選ばせたとされる。なお登場する制服の中には『Pia♥キャロットへようこそ!!2』で使われた物と同名の物もあるがデザインは異なる。
この当時はかつてのような自己育成型シミュレーションが廃れていたため、システムは前作から大きく変更された。スケジュール編成時にはヒロインたちのスケジュールを設定（ウェイトレス・キャッシャー・厨房・休みの4つから選択）し、主人公は毎日どの業務のサポートに入るかを選択する方式となっている。また、ヒロインにウェイトレス・キャッシャー・厨房のそれぞれの適性が設定されており、主人公のパラメータは体調を表すCP (Condition Point) のみとなっている。本作品でも「シミュレーションゲームパートで主人公の成長を表現する」というコンセプトに変わりはなく、ただそれが他のスタッフを育成して店を運営する、マネージャーとしての力量が問われる形式になっているのである。

## ストーリー
秋山純一は大学受験に失敗して途方に暮れていた。そんな中ふと訪れたファミリーレストラン「Pia♥キャロット」で若い女性店員に粋な計らいと励ましを受ける。純一はこんな素敵な店で働いてみたいと思い、受験から就職へと方向転換して面接に挑む。面接官の店長はあの時励ましてくれた若い女性、木ノ下留美だった。純一の熱意が実りマネージャー候補として就職することになった。そんな時、高校時代部活のマネージャーだった椚あやのと再会を果たし、あやのもアルバイトとして働くことになった。こうして純一は正式なマネージャーを目指して「Pia♥キャロット」での新たなスタートを切るのだった。

## 登場人物
声優は『G.O.』『G.O. TOYBOX1』『G.O. TOYBOX2』で共通。
秋山純一（あきやま じゅんいち）
主人公。大学受験に失敗してPiaキャロットで落ち込んでいた所、留美の粋な計らいに触れてマネージャー候補として就職。学生時代は野球に没頭していた一方、学業は振るわなかった。
木ノ下留美（きのした るみ）
声：大野まりな
『1』のヒロイン。『G.O.』では本店マネージャーを経て5号店店長となっており、メインヒロインの一人。これまで付き合った男性はいないと本人は述べている。コスプレ好きは相変わらずで、店長でありながら着ている制服はウエイトレスのもので、自ら接客に出ることも多い。仕事とプライベートの差が激しいというよりも、仕事とプライベートにはっきりとけじめを付けるプロフェッショナルとして描かれており、自己卑下する人間に対しては「いなくてもいい人間なんてどこにもいません」とも述べる。
リデザイン・原画はひなた睦月。
椚あやの（くぬぎ あやの）
声：風音
メインヒロインの一人。やや内気だが、基本的には明るい性格である。学生時代は主人公が所属していた野球部のマネージャー。卒業後長野に引越し、ゴールデンウィーク以降音信不通になっていたが再会した。交通事故の影響で一時的に記憶を失っていた。
久我原美森（くがはら みもり）
声：富樫ケイ
5号店のオープニングスタッフの一人。ボーイッシュかつハキハキした性格であるが、「〜だ」「〜である」と軍人のような堅苦しい言葉遣いで喋る。美湖に好かれる。
御堂千尋（みどう ちひろ）
声：桜川美紅
5号店のオープニングスタッフの一人。正社員であり、チーフウエイトレスの立場にある。大人の魅力あふれる女性。店長の留美ほどではないが酒豪である。
楢原燕（ならはら つばめ）
声：木村あやか
5号店の裏口に捨て猫のようにダンボール箱に入っていたところ主人公に発見される。
陸文華（りく ふみか）
声：一色ヒカル
みさきの親友である中国人で、本当の読みは「ルー・ウェンホワ」。幼い頃長崎の中華街で育ったため日本語は堪能。現在は留学生として商店街にある中華料理店に居候している。
八重樫香苗（やえがし かなえ）
声：蓮香
さなの親友で、家計を助ける為にPiaキャロットでバイト。
白鍬澄光（しらくわ すみ）
声：金田まひる
夜になると現れる謎の少女。
山名トキ子（やまな トキこ）
声：紫苑みやび
社員寮の寮母で娘の楓と二人で住んでいる。夫は戦場カメラマンで日本に戻らない事が多く、お互いの愛情が薄れたと思い別れようとする。
『G.O. TOYBOX2』の追加シナリオでは、主人公と恋人関係になる。
姫川かずみ（ひめかわ かずみ）
声：渋谷ひめ
留美の親友。5号店オープニング時に留美と制服を製作した。後半ウェイトレスとして5号店で働くことになる。元々は男性であり上半身は手術しているが下半身は男性のままとなっている。
衣坂小春（いさか こはる）
声：朝木ユメミ
和菓子屋「桔梗屋」で働いていたが店舗改装になったため、その期間だけPiaキャロットに応募。デザートフェアーでは客として来店。
高屋敷瑞希（たかやしき みずき）
声：羽高なる
とあるお屋敷のメイドであり、主人に内緒でアジアンフェアーのキャンペーンガールに応募した。
西明寺美湖（さいみょうじ みこ）
声：七生みこと
デザートフェアの期間中のみ5号店でバイト。画家志望の少女で、『Canvas2 〜茜色のパレット〜』の舞台となった撫子学園に通う。美森に一目惚れしてしまう。
常葉みさき（ときわ みさき）
声：おぼれ谷リアス
文華の親友で、デザートフェアの増員メンバーとして5号店にやってくる。
堀内さな（ほりうち さな）
声：カンザキカナリ
香苗の親友で、デザートフェアのキャンペーンガールに応募した。
山名楓（やまな かえで）
声：岩泉まい
トキ子の娘。『G.O.』ではまだ幼く、サブキャラクター扱い。
『G.O. TOYBOX2』の追加シナリオでは、成長して5号店のバイト店員となる。純一のことが小さい頃から好きだった。
木ノ下祐介（きのした ゆうすけ）
『1』の主人公。『G.O.』では5号店店長となった留美の回想シーンで声のみ登場しており、留美からは「大学を出ていなくても今では立派に二児のパパになっている人」と称されている。
木ノ下泰男（きのした やすお）
祐介や留美の父親。Piaキャロットオーナー。『G.O.』では留美の事が心配でこっそり5号店を見に来る、子煩悩な面を見せるが自身が倒れた際に留美が見舞いに来た際には叱りつける面も見せる。留美が幼い頃に妻に先立たれたことが『G.O.』で明らかにされた。
双葉涼子（ふたば りょうこ）
『2』における2号店のマネージャー。『G.O.』では、本店店長に異動した祐介に代わって正式に2号店店長に昇格している。
北川充（きたがわ みつる）
声：城崎彦太
留美の従姉弟で泰男の妹の息子にあたる。純一と同じ5号店のマネージャー候補。同僚に対して無愛想な点を除けば、勤務成績は完璧というキレ者である。新人である主人公とあやのに対して一見高慢かつ冷ややかな態度をとるが、それはきちんとした指導によりきちんとしたプロフェッショナルの仕事を5号店でしてもらいたいかららしい。
秋山尚人（あきやま なおと）
声：金松由花
純一の弟。兄と正反対の病弱で女の子のような雰囲気の少年。兄を慕っており、家に帰らない兄の元を訪れる。誰とも結ばれないバッドエンド時には兄と留美によって女装させられる。

## スタッフ
- プロデューサー：K杉一浪
- ディレクター：稲村竜一
- シナリオ
  - 稲村竜一（統括、留美・千尋・かずみ・トキ子）
  - 草薙こうたろう（あやの・みさき・小春・文華）
  - うらわ（香苗・さな・瑞希・澄光）（FC01所属）
  - 宮村優（美森・燕・美湖）（FC01所属）
- 原画・キャラクターデザイン
  - フミオ（あやの・美森・美湖、パッケージイラスト）
  - 村上水軍（香苗・さな・瑞希）
  - きみづか葵（千尋・かずみ・トキ子）
  - 水瀬凛（みさき・小春・文華・澄光）
  - ひなた睦月（留美・燕）
- 制服デザイン：コゲどんぼ（ブロッコリー）
- 音楽：DOORS MUSIC ENTERTAINMENT
  - OP曲：スマイル0円 〜Go!Go!ウェイトレス2〜
    - 作詞：かなすぎはじめ / 作曲：小池雅也 / ボーカル：スイーツ探検隊×LOVE

  - ED曲：Summer Days 〜これからもずっと〜
    - 作詞：新堂真弓 / 作曲：小池雅也 / ボーカル：スイーツ探検隊(YURIA)

## ぴあきゃろG.O. TOYBOX 〜サマーフェア〜
『Pia♥キャロットへようこそ!!G.O. 〜グランド・オープン〜』のファンディスク『ぴあきゃろG.O. TOYBOX 〜サマーフェア〜』が2006年9月15日に発売された。
収録されている内容は以下の通り。
- Piaキャロヒストリー
  - 『Pia♥キャロットへようこそ!!』『Pia♥キャロットへようこそ!!2』のキャラクターや舞台の紹介を収録。メインヒロインの名前が平仮名3文字になっている経緯などのこぼれ話も収録されている。
- ミニアドベンチャー
  - 留実、あやの、小春シナリオの後日談。なおPS2版にも収録されている。
  - 留美のコスプレコンテスト - 留美編。しかしあやのを育成するシミュレーション要素があるなど、留美よりあやのが全面的に出ている。またPiaキャロヒストリーに登場した水着エプロンも登場。
  - Sweet are the uses of adversity - あやの編
  - 小春のフォーチュンクッキー - 小春編
- つばめのクイズゲーム
  - シリーズに関するクイズ。

スタッフ
基本的なスタッフはG.O.本編と共通。以下では本作独自の部分について述べる。
- シナリオ：稲村竜一、草薙こうたろう
- 壁紙イラスト：橋本タカシ、鈴平ひろ、蓮見江蘭、藤宮博也、さとPON、田中松太郎、あかざわRED、なまにくATK、ひだかすずね、香月☆一、たにはらなつき、みつまむ
- OP曲ボーカル：み〜こ(MOSAIC.WAV)

## ぴあ雀
2007年2月23日に『Pia♥キャロットへようこそ!!G.O. 〜グランド・オープン〜』の関連作品である麻雀ゲーム『ぴあ雀』が発売された。
登場キャラクターは、G.O.に登場していた8人のほか、新キャラクターとして、留美の従妹の“木ノ下れおな”が追加されている。
麻雀の対決方法は1VS1。よくある脱衣麻雀にあるイカサマアイテムや必殺技のシステムはない。勝利して見られる脱衣・Hシーンは全て動画で構成されている。
ストーリーモードでは、寮MAPを選択、各キャラと対決して勝利を重ねて、最終的には木ノ下れおなと対決して勝利することが目的となる。
ストーリーモードクリア後、フリーモード（フリー対戦）によって勝利することで壁紙のおまけが見られる。
スタッフ
- キャラクター原案：フミオ、ひなた睦月、きみづか葵、村上水軍、水瀬凛

### 登場人物
木ノ下留美（きのした るみ）
声：大野まりな
椚あやの（くぬぎ あやの）
声：風音
久我原美森（くがはら みもり）
声：富樫ケイ
御堂千尋（みどう ちひろ）
声：桜川美紅
八重樫香苗（やえがし かなえ）
声：蓮香
衣坂小春（いさか こはる）
声：朝木ユメミ
西明寺美湖（さいみょうじ みこ）
声：七生みこと
堀内さな（ほりうち さな）
声：カンザキカナリ
木ノ下れおな（きのした れおな）
声：榊原ゆい
木ノ下留美の従妹で、夏の間だけ5号店のヘルプとして参入。主人公に部外者と間違えられて以来、何かと衝突しあうことが多い。自由奔放な性格をしているが仕事は何でもそつなくこなす。猫かぶりな性格もあり、留美には頭が上がらない。純一を麻雀の道へ誘った人物で、麻雀はとかく強く、ぴあ雀の麻雀ゲームではラスボス的存在で最終ステージで対決。

## ぴあきゃろG.O. TOYBOX2 〜スプリングフェア〜
『Pia♥キャロットへようこそ!!G.O. 〜グランド・オープン〜』のファンディスク第2弾である。2007年4月27日に発売された。
収録されている内容は以下の通り。
- Piaキャロヒストリー
  - 『Piaキャロットへようこそ!!3』『Pia♥キャロットへようこそ!!G.O. 〜グランド・オープン〜』のキャラクターや舞台の紹介を収録。
- ミニアドベンチャー
  - 山名楓はお年頃 - 本編より10年ほど後、山名トキ子の娘・楓がPiaキャロットでバイトをするようになってからの話。
  - 香苗とさなの休日 - 香苗&さなシナリオから1年後。
  - Love is friendship set on fire - 本編より前の時期で、文華とみさきが初めて会った頃の話。
  - 留美のエンゲージリング - 留美シナリオより1年後。なお本シナリオは後述する『Piaスロットへようこそ!!G.O.』で出現する隠し要素。
- 澄光の占い部屋
- Piaスロットへようこそ!!G.O.

また、本作と『ぴあきゃろG.O. TOYBOX 〜サマーフェア〜』の購入で『Pia♥キャロットへようこそ!!』のVista対応版がプレゼントされるキャンペーンも行われた。
スタッフ
基本的なスタッフはG.O.本編と共通。以下では本作独自の部分について述べる。
- シナリオ：稲村竜一、草薙こうたろう、うらわ
- 壁紙イラスト：ひなた睦月、満月○、きみづか葵、水瀬凛、村上水軍、フミオ、七瀬葵、みさくらなんこつ、涼香、すまき俊悟、萩原音泉、秋蕎麦、彼ノ矢大輔、鳴海、山岡治朗、光星、丸ちゃん。

## 関連商品
漫画
コンプティーク2005年8月号-2006年11月号に『Pia♥キャロットへようこそ!!G.O. 〜グランド・オープン5号店〜』のタイトルで連載、シナリオD、さとPON作画。制服のデザインがあがっていなかったことから連載当初はぱろぱろを使用していた。
小説
『Pia♥キャロットへようこそ!!G.O. A-Girl Diary』が電撃G's magazine2005年11月号 - 2006年5月号にかけて連載。ででん作、ひなた睦月イラスト。
留美がオタク趣味で周囲を振り回しつつ、本店マネージャーから5号店店長へと成長していくさまを描く。
小説オリジナルヒロインとして、新人ウェイトレスの「小日向きりり」が登場する。
パチスロ
2011年12月にタイヨーからパチスロ機『Piaキャロットへようこそ!!G.O.』が発売された。